# 昂西 (罗讷省)
昂西（法語：Ancy，法語發音：[ɑ̃si]）是法国罗讷省的一个市镇，属于索恩河畔自由城区。

## 地理
昂西（45°50'14"N, 4°30'30"E）面积11.84 平方千米，位于法国奥弗涅-罗讷-阿尔卑斯大区罗讷省，该省份为法国中东部省份，北起顺时针与索恩-卢瓦尔省、安省、里昂大都会、伊泽尔省和卢瓦尔省接壤。
与昂西接壤的市镇（或旧市镇、城区）包括：圣福尔热、萨维尼、圣罗曼德波佩、蒙特罗捷。

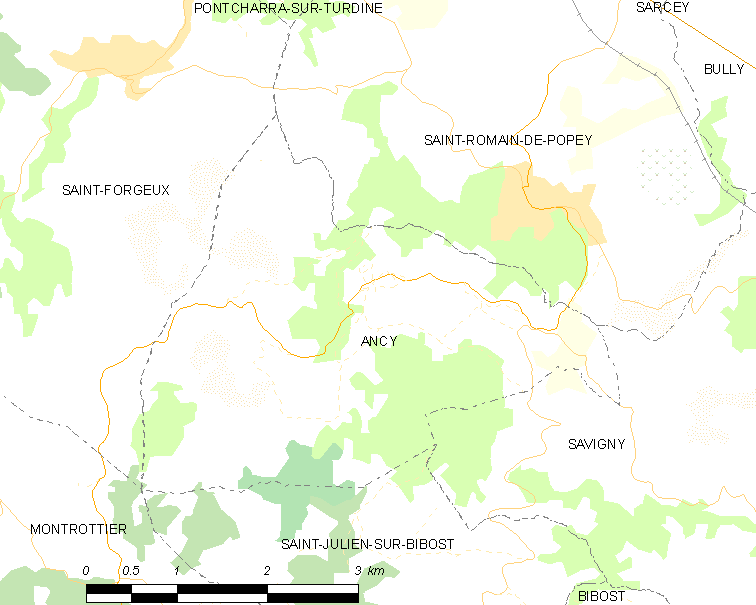
的OSM定位图

昂西的时区为UTC+01:00、UTC+02:00（夏令时）。

## 行政
昂西的邮政编码为69490，INSEE市镇编码为69008。

## 政治
昂西所属的省级选区为塔拉尔县。

## 人口

1962-2008年间人口变化图示

昂西于2022年1月1日时的人口数量为674人。